# Svarttjärnen (Ljusdals socken, Hälsingland, 688081-151814)
Svarttjärnen är en sjö i Ljusdals kommun i Hälsingland och ingår i Ljusnans huvudavrinningsområde.